# 接龍 (紙牌遊戲)

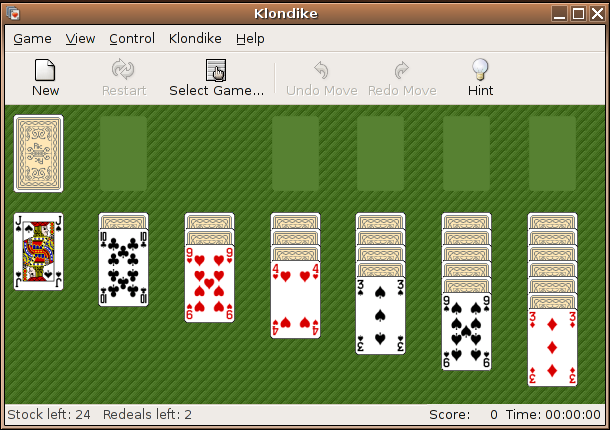
GNOME中的接龍

接龍（Klondike）是一個單人玩的經典紙牌遊戲。游戏于19世纪晚期开始流行。

## 規則
將一副標準52張撲克牌（不包括鬼牌）分堆成七組，並依照數字由一至七張紙牌分堆從左排至右，堆中最上方的紙牌以翻開顯示，其餘以覆蓋的方式堆疊，剩下未分組的紙牌同樣以覆蓋的方式堆疊在左上角甲板，這就是遊戲一開始的排列方式。
移動撲克牌的方式：您只能移動已翻開的紙牌，並且從大到小，以紅黑花色交錯的方式將紙牌移動到另一已翻開的紙牌上，而原本翻開顯示的紙牌移走後，就可將同堆的最上的覆蓋紙牌掀開。另外有 A 紙牌可先移動到右上角當成收集堆的基礎，並依照花色收集成四堆，由小排到大的方式收集。如果某個牌堆是空的，則您可以將 K（以及其牌堆中所有的紙牌）移到該牌堆。
另外在左上角甲板的牌堆有許多不同的使用方式，遊戲時只能擇其一：
- 一次發一張牌，若有可移動的紙牌可移動至該牌堆，若沒有可移動的紙牌則可繼續發下一張紙牌，發完時可重新由第一張發牌。
- 一次發三張牌，三張牌中只有最上的牌可移動，移動一張牌後可繼續移動第二張，不可以逆向發牌，若沒有可移動的紙牌則可繼續發下三張紙牌，發完時不可洗牌，重新發三張牌，所以得到的三張牌會跟上一次所發的紙牌的組合方式相差甚遠，難度較高。

將所有撲克牌完全收集完畢時遊戲結束。

## 电子游戏
- Michael A. Casteel的共享软件版本于1984年在Macintosh上发布，至今仍在更新，支持iPhone。
- 纸牌（Solitaire）是随着Windows 3.0发布的接龙游戏，出现在之后多数版本的Windows中，可在『開始』->『執行』中鍵入sol執行遊戲。
- 在Windows 8和Windows 8.1中,Klondike 包含於Microsoft Solitaire Collection中,並不再隨附於Windows 8和Windows 8.1,而是在Windows Store上提供下載。
- GNOME和KDE很早就有此游戏（sol和kpat）。